# Joe Adams (actor)
Joe Adams (11 de abril de 1924 – 3 de julio de 2018) fue un actor, disc jockey y empresario de nacionalidad estadounidense. Fue mánager de Ray Charles y obtuvo un Globo de Oro, siendo el primer afroamericano en conseguirlo.

## Biografía
Nacido en Los Ángeles, California, su padre era un empresario de origen judío y su madre una afroamericana. Durante la Segunda Guerra Mundial, Adams fue uno de los Aviadores de Tuskegee.
Se le aconsejó no intentar hacer la carrera radiofónica por motivos raciales, por lo cual decidió ser camionero y después chófer y ayudante de Al Jarvis, figura de la radio de Los Ángeles. Pasados seis meses, Adams era ayudante de producción de Jarvis.
Adams fue el primer locutor afroamericano de la NBC, trabajando en emisiones de jazz y en segmentos del show Monitor. En 1948 fue disc jockey y locutor de la emisora KOWL en Santa Mónica (California), y diez años más tarde fue reconocido como una de las figuras más importantes de la empresa.
Adams fue maestro de ceremonias y director del cuarto concierto Cavalcade of Jazz celebrado en el Wrigley Field de Los Ángeles, y que produjo Leon Hefflin, Sr. el 12 de septiembre de 1948, continuando con la celebración anual durante otros diez años. En el evento participaban artistas como Dizzy Gillespie, Frankie Laine, Little Miss Cornshucks, International Sweethearts of Rhythm, Joe Liggins, Big Joe Turner, Jimmy Witherspoon, The Blenders y The Sensations.
El 19 de junio de 1951 Adams inició un programa propio en la emisora KTTV de Los Ángeles. En el show Adams tenía una orquesta con quince músicos, a la vocalista Mauri Lynn, y al grupo de baile Hi Hatters.
En la faceta teatral, Adams encarnó a Joe Nashua en el musical representado en el circuito de Broadway Jamaica (1957)..

## Vida personal
Joe Adams se casó con Emma Millhouse en 1946, permaneciendo ambos juntos hasta la muerte de él, 72 años después, ocurrida en 2018 en Los Ángeles.
El Consejo de la Ciudad de Los Ángeles eligió el día 15 de marzo de 1953 para honrar a Adams. En 1955 recibió el premio hombre del año de la revista FEM.
Su archivo documental se conserva en la colección Joe Adams Papers del Archives Center del National Museum of American History del Instituto Smithsoniano.

## Selección de su filmografía
- 1954 : Carmen Jones
- 1955 : Sheena: Queen of the Jungle (TV)
- 1962 : The Manchurian Candidate
- 1964 : Channing (serie TV)
- 1965 : Ballad in Blue